# Rio do Campo
Rio do Campo es un municipio brasileño del estado de Santa Catarina. Tiene una población estimada al 2022 de 6 452 habitantes. Forma parte de la Región metropolitana del Alto Valle de Itajaí.

## Historia
Su colonización tiene origen en la Guerra del Contestado, cuando fugitivos se establecieron en la localidades del Río Azul y alrededores. Más tarde, se instalaron en la nueva localidad colonos de origen europeo, principalmente italianos y además alemanes y polacos.
El distrito de Rio do Campo fue creado en 1955, y como municipio en 1961 emancipándose de Taió.